# موريموندو
موريموندو أو محليا مارموند هي كومونا تقع في مقاطعة ميلانو الحضرية في منطقة لومبارديا الإيطالية، تقع على بعد حوالي 20 كيلومترًا (12 ميلا) جنوب غرب ميلانو. هي موطن لدير موريموندو.